# Баймагамбетова, Багила Бирмагамбетовна
Багила Бирмагамбетовна Баймагамбетова (род. 10 февраля 1951, Амангельды) — советский и казахстанский государственный деятель. Заслуженный работник Республики Казахстан (1998).

## Биография
Родилась 10 февраля 1951 года в посёлке Амангельды Амангельдинского района Кустанайской области.
В 1972 году окончила Кустанайский государственный педагогический институт по специальности «учитель французского языка», в 1981 — Алма-Атинскую высшую партийную школу по специальности «политолог».
кандидат исторических наук, тема диссертации: «Алма Оразбаева: ее революционное наследие», (1999).

## Трудовая деятельность
В 1972 года — учитель средней школы города Джетыгара.
С 1975 по 1979 годы — секретарь Джетыгаринского горкома ЛКСМ Казахстана, инструктор, заведующая отделом Кустанайского обкома ЛКСМ Казахстана.
В 1981 году — заместитель председателя Карасуского районного совета народных депутатов.
В 1982 году — секретарь Фёдоровского райкома Кустанайской области.
С 1983 по 1987 год — заместитель председателя Кустанайского областного Совета народных депутатов.
С 1987 по 1991 годы — секретарь, второй секретарь Кустанайского обкома КПК.
В 1991 года — заместитель председателя Кустанайского облисполкома.
С 1992 по 1995 годы — заместитель Главы администрации Кустанайской области.
С 1995 по 1998 годы — директор департамента образования Костанайской области.
С 1998 по 2002 годы — руководитель аппарата Акима Костанайской области.
С 2002 по 2004 годы — заместитель акима Костанайской области.

## Выборные должности, депутатство
С 19 сентября 2004 года по 20 июня 2007 года — депутат Мажилиса Парламента Республики Казахстан IІІ созыва, от избирательного округа № 46 Костанайской области, секретарь Комитета по международным делам, обороне и безопасности Мажилиса Парламента Республики Казахстан, член депутатской группы Парламента Республики Казахстан по народонаселению и развитию «Отбасы», сопредседатель Комиссии по межпалатному сотрудничеству между Мажилисом Парламента РК и Государственной Думой РФ, член Координационного совета женщин-парламентариев межпарламентского союза.
С 27 августа 2007 года по ноябрь 2011 года — депутат Мажилиса Парламента Республики Казахстан IV созыва, член Комитета по международным делам, обороне и безопасности.

## Награды и звания
- 1998 — Заслуженный работник Республики Казахстан
- 2005 — Медаль «10 лет Конституции Республики Казахстан»
- 2006 — Медаль «10 лет Парламенту Республики Казахстан»
- 2007 — Орден Курмет[1]
- 2008 — Педагогический медаль имени «Ыбырая Алтынсарина»
- 2011 — Почётная грамота Межпарламентская ассамблея СНГ
- 2018 — Премия «Вклад женщин Костанайской области в развитие Независимого Казахстана»[2]
- 2020 — Почетный гражданин Костанайской области[3]